# Bouzillé
Bouzillé est une commune française située dans le département de Maine-et-Loire, en région Pays de la Loire, devenue le 15 décembre 2015 une commune déléguée au sein de la commune nouvelle d'Orée d'Anjou.

## Géographie
Commune angevine du nord des Mauges, Bouzillé se situe entre Nantes et Angers, à 6 km d'Ancenis, sur la route D 751, Liré - Le Marillais.
Son territoire se trouve sur une butte, dominant la rive gauche de la Loire.
La commune possède un fort relief, qui va de quelques mètres dans la vallée à une centaine de mètres au lieu-dit Le Moulin Rouge, ce qui explique notamment la forte présence de vignes dans la commune.

## Urbanisme
Morphologie urbaine : le village s'inscrit dans un territoire essentiellement rural.
En 2011, on trouvait 699 logements dans la commune de Bouzillé, dont 89 % étaient des résidences principales, pour une moyenne dans le département de 91 %, et dont 76 % des ménages en étaient propriétaires.

## Toponymie
Attesté sous les formes Buzilliacus à l'époque gallo-romaine Bouzilliacum en 1080, d'après l'anthroponyme gaulois Bucilius ou le romain Bucculius et suffixe -acum, puis Bozillé dans un texte de 1431.
À rapprocher du patois angevin « bouzil » qui désigne « une terre grasse détrempée avec du foin, autrement dit du torchis »[réf. nécessaire]
Une autre version qui puise dans les origines préhistoriques de la commune, le nom de Bouzillé viendrait donc du nom « Buzillacus », un gallo-romain qui aurait été à la tête d’une grande ferme dans la commune. Cette grande ferme « une villa » était située sur la route qui aillait d’Orléans à Nantes en étant à l’abri des inondations de la Loire. Le nom a évolué de Buzillacus à Buzilli au cours du XIe siècle, en 1431, Bozillé a été cité pour ensuite devenir Bouzillé.
Rabelais cite Bouzillé dans Gargantua, s'amusant à trouver au nom du village une origine gargantuesque.
Plusieurs histoires racontent l’origine du nom de Bouzillé. En s'inspirant de François Rabelais, Alfred Poilane propose une version proposée dans « l’Anjou viticole ». Il raconte que le roi Garguanta avait vu les deux armés de Liré et du Marillais s’affronter, pour déterminer lequel des deux villages serait situé à égale distance entre Angers et Nantes, sans parvenir à un accord. Cette légende raconte que Garguanta, afin de mettre les deux villages d’accord, plaça sa botte gauche sur Saint-Pierre de Nantes et sa botte droite sur Saint Maurice d’Angers. Il se soulagea au milieu et les villageois s’écrièrent « Bouse y est » ce qui réconcilia les deux villages.

## Histoire

### Préhistoire
L’époque préhistorique a laissé peu de traces à Bouzillé, 8 haches polies dont 7 en jade ont été découvertes au Fourneau près du fossé neuf, datant d’entre 4000 et 2000 avant Jésus Christ.
Le lieu-dit la Pierre Baudron indique la présence d’un mégalithe, menhir ou dolmen élevé au Néolithique. C’est sur cette table enfouie sous la rampe du four à chaux de Sainte-Catherine que les moines de l’abbaye Toussaint d’Angers qui exploitaient le site, payaient leurs redevances féodales.

### Histoire religieuse
Pendant tout l’Ancien Régime, Bouzillé a fait partie de la province d’Anjou qui, avec la Touraine et le Maine, composait la généralité de Tours, administré par un intendant au Roi.
Le rôle de l’Église était très important à Bouzillé. La Paroisse Saint-Pierre de Bouzillé faisait partie du territoire de l’abbaye de Saint-Florent-le-Vieil qui réunissait autour d’elle une douzaine de paroisses. L’abbaye de Saint-Florent-le-Vieil possédait beaucoup de terres et de vignes notamment à Bouzillé, ce qui offrait du travail aux paysans. Les paysans qui travaillaient sur les propriétés de l’abbaye devaient payer des taxes et des redevances.
Le prestige du Curé tenait au fait qu’il détenait l’instruction dans une société où seulement 17 % des gens étaient capables de signer leur nom. À Bouzillé, le prêtre ne percevait pas l’impôt traditionnel du Clergé (la dîme), celle-ci revenait à l’abbé du monastère. Cependant le curé était proche des paroissiens et ainsi il percevait chaque année cinq deniers de ses paroissiens, appelés « les petits blancs de Pâques ».

### Révolution française
Durant la Révolution, des communes sont créées, ainsi Bouzillé est choisi en 1790 comme chef-lieu de canton. Ce canton comprenait Bouzillé, Liré et Saint Florent. Finalement le nombre de cantons a été réduit en 1803 de 99 à 34, Bouzillé sera alors rattaché au canton de Champtoceaux. À la suite du vote de la Constitution Civile du Clergé en 1790, les curés de paroisses et les vicaires sont désormais désignés par les habitants et prêtent serment à la nation même si beaucoup de curés refusent d’y procéder.
À Bouzillé, René Benoist, a prêté serment, lui permettant de rester en fonction jusqu’en 1792 pour finalement se rétracter. Il est alors remplacé par un prêtre jureur nommé Cheminard puis par Prignaux en 1793. Le manque de prêtres dans la paroisse se fait ressentir dès 1792. Sans prêtre, la municipalité de La Chapelle-Saint-Florent demande au curé Benoist de baptiser Jeanne Besson, ce qui provoque de vives oppositions, aboutissant à la persécution des prêtres réfractaires et sont assignés en 1792 à Angers, ils sont ensuite enfermés au Séminaire dans de très mauvaises conditions et sont ensuite déportés à Nantes. Cette période se manifeste également par une importante émigration de la Noblesse et du Clergé.

### Les Guerres de Vendée
Les Guerres de Vendée débutent par l’insurrection de mars 1793 qui se propage à Saint-Florent-le-Vieil. 600 personnes prennent également part au combat étant pour la plupart des paysans, des artisans, y compris des femmes. Il se rassemblent pour s’opposer au tirage au sort d’hommes pour combattre l’ennemi aux frontières de la France. Ces guerres vont provoquer beaucoup de morts et de destructions dans la commune de Bouzillé, en 1792, la paroisse comptait 1409 habitants, en 1806, elle n’en comptait plus que 1104.
On distingue dans ces combats, Pierre Vincent de la Baudrière, il rassemble les vendéens et leur indique les combats. Par la suite, le Directoire charge le général Hoche de pacifier la Vendée, et l’un de ses subordonnés, le général Brune s’installe à la Mauvoisinière et fait venir Pierre Vincent pour signer la paix. Auguste-Pierre Oger de l’Isle, conseiller du roi et président du grenier de sel de Saint-Florent-le-Vieil. En 1802, il est percepteur, maire de Bouzillé et conseiller d’arrondissement. Charles Cesbron d’Argonne (ou d’Argogne) a la garde des 5000 prisonniers bleus qui partent du château de la Mauvoisinière le 18 octobre 1793. Il sera finalement excécuté à l’entrée de Liré par les soldats du général Moulin. Le 14 mars 1794, la colonne de Cordelier massacre 28 personnes, les destructions sont conséquentes : presbytère, église, la Bourgonnière, les maisons du bourg et de la campagne sont incendiées. Le château de la  Mauvoisinière est épargné car devant servir de quartier général pour les Républicains.

### Première Guerre mondiale
Cette guerre va donner la mort de 56 de Bouzillé, 50 soldats reviennent comme invalides car blessés ou gazés ou bien victimes de la tuberculose. De nombreuses familles du Nord et de la Belgique s’exilent, certaines trouvent refuge à Bouzillé, à la suite de la dernière offensive allemande en direction de Paris, d’autres familles seront accueillies à Bouzillé. Pour soutenir les soldats, la commune envoie du vin sur le front et les habitants organisent des tombolas ou des ventes d’insignes.
La commune a décidé d’honorer ses disparus par la création d’un monument aux morts en 1920, en 1921, une plaque commémorative sera placée dans la mairie, le conseil accorde également une concession gratuite à perpétuité dans le cimetière pour les soldats ramenés du front.

### Seconde Guerre mondiale
Des réfugiés du Nord arrivent dans la commune, en tout 300 personnes de l’Aisne, de la Somme et de Belgique furent accueillis. Une deuxième vague de réfugiés arrive après 1943 après le bombardement de Nantes. La commune n’a pas été occupée de façon permanente par les Allemands. Ils arrivent à Bouzillé le 20 juin 1940, cette occupation fut de courte durée tout comme en juillet 1940 lorsqu’une compagnie d’infanterie s’installa dans le bourg. En août 1942, ils resteront plusieurs mois. L’État Major s’installe à la Mauvoisinière, la troupe occupait l’actuelle bibliothèque, les écoles et les maisons du bourg. En août 1944, ils s’installent de nouveau, René Albert, 19 ans, est fouillé, détenant dans ses poches des douilles de balles, il tente de s’enfuir et se fait tuer. Une croix a été élevée là où il a été tué. En 1942, les restrictions sont de plus en plus dures et les réquisitions et pillages de plus en plus nombreux.

### Bouzillé, commune nouvelle
En 2014, un projet de fusion de l'ensemble des communes de l'intercommunalité au sein d'une commune nouvelle se dessine. L'ensemble des conseils municipaux se sont prononcés favorablement au projet de cette nouvelle entité entre le 1er et le 8 juillet 2015 (Bouzillé fut la dernière à se prononcer), laquelle fut baptisée Orée d'Anjou.

## Politique et administration

### Administration municipale

#### Administration actuelle
Depuis le 15 décembre 2015, Bouzillé constitue une commune déléguée au sein de la commune nouvelle de Orée d'Anjou, et dispose d'un maire délégué.
| Période                                  | Période      | Identité           | Étiquette | Qualité |
| ---------------------------------------- | ------------ | ------------------ | --------- | ------- |
| 15 décembre 2015                         | mai 2020     | Stéphane Lallier   |           |         |
| mai 2020                                 | juillet 2022 | Jean-Claude Moreau |           |         |
| juillet 2022                             | En cours     | Gladys Davodeau    |           |         |
| Les données manquantes sont à compléter. |              |                    |           |         |

#### Administration ancienne
| Période                                  | Période       | Identité                 | Étiquette      | Qualité             |
| ---------------------------------------- | ------------- | ------------------------ | -------------- | ------------------- |
| Les données manquantes sont à compléter. |               |                          |                |                     |
| 1952                                     | 1977          | Henri-Jean de Saint-Pern | Sans étiquette |                     |
| 1977                                     | 2001          | Marcel Réveillère        | Sans étiquette | Exploitant agricole |
| 2001                                     | mars 2014     | Brigitte Bouchereau      | Sans étiquette | Infirmière scolaire |
| mars 2014                                | décembre 2015 | Stéphane Lallier         |                |                     |

### Ancienne situation administrative
La commune était membre en 2015 membre de la communauté de communes du canton de Champtoceaux, elle-même membre du syndicat mixte Pays des Mauges. La création de la commune nouvelle d'Orée d'Anjou entraîne sa suppression à la date du 15 décembre 2015, avec transfert de ses compétences à la commune nouvelle.
Jusqu'en 2014, Bouzillé fait partie du canton de Champtoceaux et de l'arrondissement de Cholet. Le canton compte alors les neuf mêmes communes que celles intégrées dans l'intercommunalité. C'est l'un des quarante-et-un cantons que compte le département ; circonscriptions électorales servant à l'élection des conseillers départementaux. Dans le cadre de la réforme territoriale, un nouveau découpage territorial pour le département de Maine-et-Loire est défini par le décret du 26 février 2014. Le canton de Champtoceaux disparait et la commune est rattachée au canton de La Pommeraye, avec une entrée en vigueur au renouvellement des assemblées départementales de 2015.

## Population et société

### Démographie

#### Évolution démographique
L'évolution du nombre d'habitants est connue à travers les recensements de la population effectués dans la commune depuis 1793. À partir du 1er janvier 2009, les populations légales des communes sont publiées annuellement dans le cadre d'un recensement qui repose désormais sur une collecte d'information annuelle, concernant successivement tous les territoires communaux au cours d'une période de cinq ans. 
Pour les communes de moins de 10 000 habitants, une enquête de recensement portant sur toute la population est réalisée tous les cinq ans, les populations légales des années intermédiaires étant quant à elles estimées par interpolation ou extrapolation. Pour la commune, le premier recensement exhaustif entrant dans le cadre du nouveau dispositif a été réalisé en 2007,.
En 2013, la commune comptait 1 508 habitants, en évolution de +3,08 % par rapport à 2008 (Maine-et-Loire : +3,3 %, France hors Mayotte : +2,49 %).
| 1793  | 1800  | 1806  | 1821  | 1831  | 1836  | 1841  | 1846  | 1851  |
| ----- | ----- | ----- | ----- | ----- | ----- | ----- | ----- | ----- |
| 1 409 | 1 104 | 1 119 | 1 666 | 1 676 | 1 661 | 1 623 | 1 704 | 1 744 |

| 1856  | 1861  | 1866  | 1872  | 1876  | 1881  | 1886  | 1891  | 1896  |
| ----- | ----- | ----- | ----- | ----- | ----- | ----- | ----- | ----- |
| 1 711 | 1 681 | 1 654 | 1 605 | 1 596 | 1 603 | 1 595 | 1 534 | 1 462 |

| 1901  | 1906  | 1911  | 1921  | 1926  | 1931  | 1936  | 1946  | 1954 |
| ----- | ----- | ----- | ----- | ----- | ----- | ----- | ----- | ---- |
| 1 409 | 1 377 | 1 312 | 1 167 | 1 123 | 1 070 | 1 063 | 1 039 | 980  |

| 1962  | 1968  | 1975  | 1982  | 1990  | 1999  | 2007  | 2012  | 2013  |
| ----- | ----- | ----- | ----- | ----- | ----- | ----- | ----- | ----- |
| 1 085 | 1 167 | 1 230 | 1 272 | 1 305 | 1 275 | 1 444 | 1 512 | 1 508 |

#### Pyramide des âges
La population de la commune est relativement jeune. Le taux de personnes d'un âge supérieur à 60 ans (20,4 %) est en effet inférieur au taux national (21,8 %) et au taux départemental (21,4 %).
Contrairement aux répartitions nationale et départementale, la population masculine de la commune est supérieure à la population féminine (52,6 % contre 48,7 % au niveau national et 48,9 % au niveau départemental).
La répartition de la population de la commune par tranches d'âge est, en 2008, la suivante :
- 52,6 % d’hommes (0 à 14 ans = 21,6 %, 15 à 29 ans = 20,4 %, 30 à 44 ans = 21,6 %, 45 à 59 ans = 18,2 %, plus de 60 ans = 18,1 %) ;
- 47,4 % de femmes (0 à 14 ans = 17,1 %, 15 à 29 ans = 19,3 %, 30 à 44 ans = 20,7 %, 45 à 59 ans = 20 %, plus de 60 ans = 22,9 %).

| Hommes | Classe d’âge | Femmes |
| ------ | ------------ | ------ |
| 0,1    | 90 ans ou +  | 0,7    |
| 5,5    | 75 à 89 ans  | 8,0    |
| 12,5   | 60 à 74 ans  | 14,2   |
| 18,2   | 45 à 59 ans  | 20,0   |
| 21,6   | 30 à 44 ans  | 20,7   |
| 20,4   | 15 à 29 ans  | 19,3   |
| 21,6   | 0 à 14 ans   | 17,1   |

| Hommes | Classe d’âge | Femmes |
| ------ | ------------ | ------ |
| 0,4    | 90 ans ou +  | 1,1    |
| 6,3    | 75 à 89 ans  | 9,5    |
| 12,1   | 60 à 74 ans  | 13,1   |
| 20,0   | 45 à 59 ans  | 19,4   |
| 20,3   | 30 à 44 ans  | 19,3   |
| 20,2   | 15 à 29 ans  | 18,9   |
| 20,7   | 0 à 14 ans   | 18,7   |

### Vie locale
Bouzillé a un tissu associatif fort notamment des points de vue sportifs et culturels.
L’Assemblée de la Saint Pierre organisait des fêtes, voyages et conférences, l'association a également construit la salle omnisports, rachetée depuis par la commune.
Le comité des fêtes avait été créé pour relancer les fêtes locales. Ce comité existant avant la guerre 39-45, il est toujours actif aujourd’hui. La traditionnelle soirée “Moules frites” connaît toujours un succès important.
Durant les journées du patrimoine, les propriétaires du château de la Bourgonnière, ouvrent les portes de leur château aux visiteurs.
Les abords de la Loire sont traversables par le sentier de La Loire à Vélo, faisant de Bouzillé un lieu de passage pour les promeneurs.

### Équipements

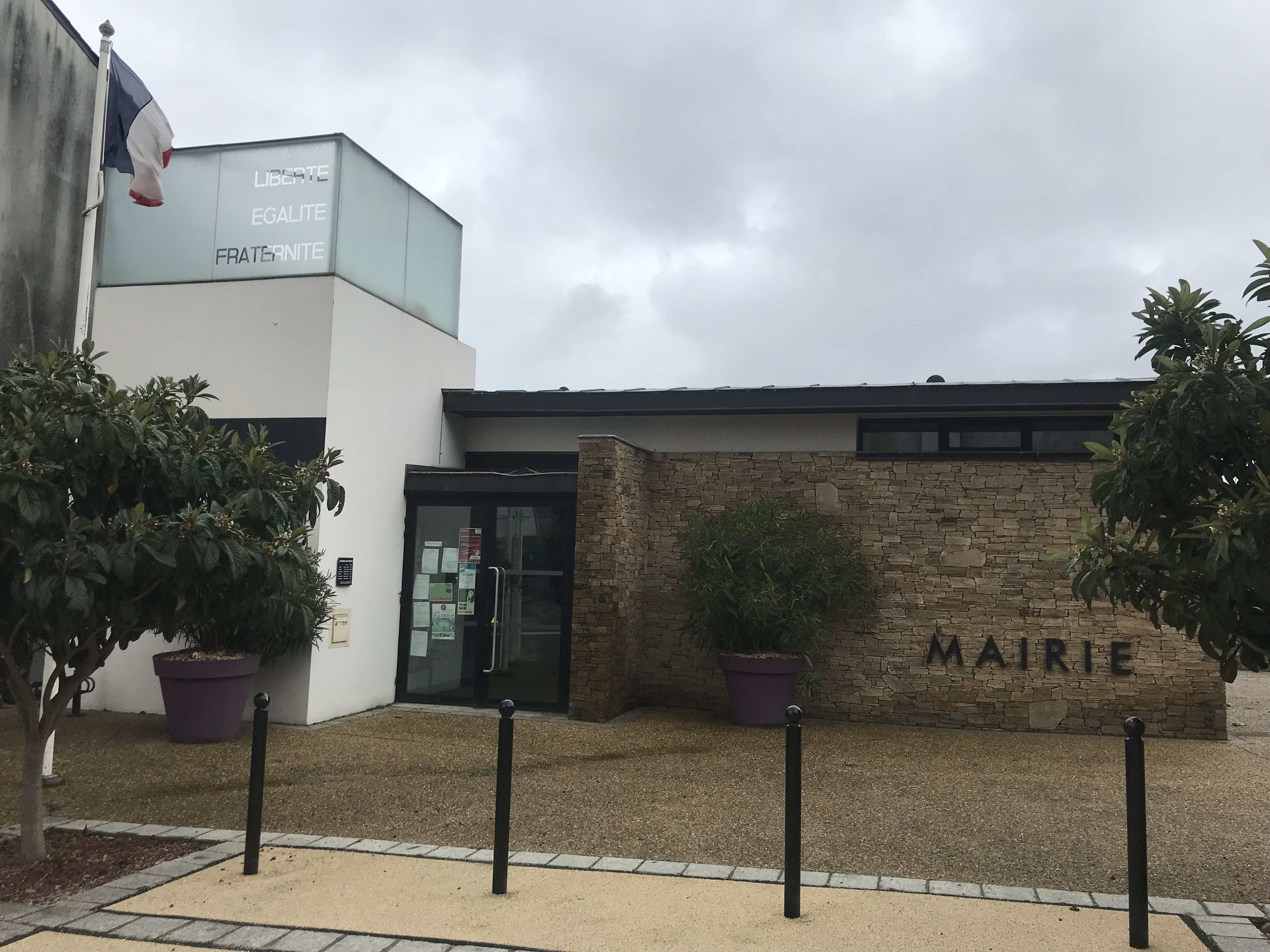
Mairie déléguée de Bouzillé.

La ville de Bouzillé comprend une Mairie déléguée, la bibliothèque La Malle aux Livres, la maison commune de Loisirs, une salle omnisports et salle des fêtes, une Salle du foyer, le stade municipal des Mutreaux, les maisons des Assistantes Maternelles, l’école publique François Rabelais, l’école privée Notre-Dame et un Pôle Enfance.

## Économie
Sur 103 établissements présents dans la commune à fin 2011, 23 % relevaient du secteur de l'agriculture (pour une moyenne de 17 % dans le département), 12 % du secteur de l'industrie, 12 % du secteur de la construction, 46 % de celui du commerce et des services et 8 % du secteur de l'administration et de la santé.
En 2010, sur les 99 établissements présents dans la commune, 24 % relevaient du secteur de l'agriculture (pour une moyenne de 17 % dans le département), 9 % de l'industrie, 14 % de la construction, 46 % du commerce et des services et 7 % de l'administration et de la santé.
Ainsi, divers commerces existaient dans le bourg de la commune, ils étaient environ 90 : couturiers, tailleurs, modistes, épiciers. Ce nombre a diminué à la suite de la généralisation de l’automobile, la création de grandes surfaces et le travail à l’extérieur. Les exploitations agricoles ont elles aussi progressivement disparu, des lotissements ont été construits en périphérie du bourg.

## Culture locale et patrimoine

### Lieux et monuments

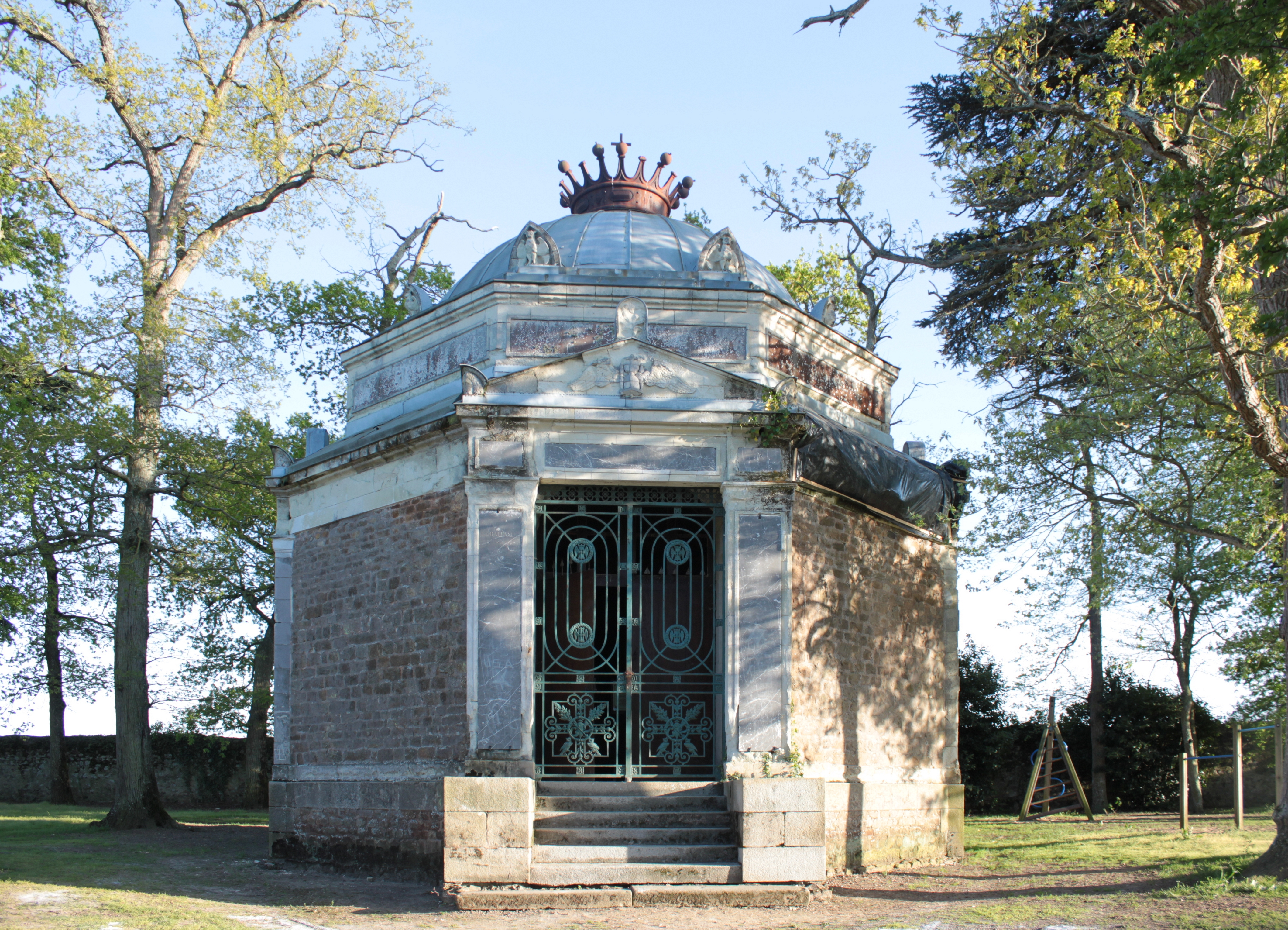
Enfeu Sainte-Sophie.

- Château de la Bourgonnière, il compte parmi les grandes demeure de l’Anjou. Du point de vue architectural, à la suite des destructions durant les guerres, le château compte 3 styles architecturaux : une architecture de château fort, une architecture de la Renaissance et une architecture du XIXe siècle. Le plus ancien seigneur connu est Raoul le Gaudi, chevalier en 1340, mais le château datait sûrement d’encore avant[5].
- Château de la Mauvoisinière, il fut le seul château épargné à Bouzillé et autour de Bouzillé durant les guerres de Vendée. À l’origine il s’agit d’un manoir qui relevait de la Bourgonnière. Il ne fut fortifié qu’au XVIIe siècle avec des douves et un pont-levis[5].
- Square de Gibot et l'enfeu Sainte-Sophie. La chapelle Sainte-Sophie fondée en 1845 et érigée en 1846, est la chapelle funéraire de la famille Gibot de la Mauvoisinière. Celle-ci est située aux Petites Croix, appelée également l’Enfeu[5].
- Fours à chaux du Fossé Neuf et Sainte Catherine, ils se situent au bord de la vallée, près du Fossé Neuf. Ils ont été installés à cet endroit précis pour la proximité avec la carrière de calcaire et de la Loire pour le transport de marchandises[5].
- Chapelle de Saint-Joseph, elle se situe au nord de la route allant de Bouzillé au Marillais, au bord d’un ruisseau. Elle a été bâtie par mademoiselle Berthe de Saint Pern. Pendant longtemps, les buzilliacéens étaient très attachés à cette chapelle et s’y rendaient en pèlerinage avec les habitants du Marillais, le dimanche suivant le 19 mars, jour de la Saint-Joseph[5].
- Chapelle de Sainte-Catherine, elle est située près du four à chaux de Sainte-Catherine, elle dépendait de l’abbaye Toussaint d’Angers. Seulement, il ne reste rien de cette chapelle, les restes de la chapelle ayant servi dans les années 1970 à combler des trous sur les chemins de Bouzillé[5].
- Chapelle du Saint-Sauveur du domaine de la Bourgonnière, elle est reconnue comme étant la plus belle Chapelle de l’Anjou. Celle-ci allie une architecture du Moyen Âge avec ses voutes ogivales et les nouveaux décors inspirés de la Renaissance italienne. Construite au début du XVIe siècle, elle a échappé aux incendiaires révolutionnaires. Au sein de cette chapelle se trouve le Christ habillé de 2,65 m de haut, représentant non pas le Christ du sacrifice mais le sauveur triomphant[5].

### Personnalités liées à la commune
- Mgr Paul Poupard, cardinal, président émérite du conseil pontifical pour la culture et ancien président du conseil pontifical pour le dialogue interreligieux, né à Bouzillé.